# The Hills (bài hát)
"The Hills" là một bài hát của nghệ sĩ thu âm người Mỹ The Weeknd nằm trong album phòng thu thứ hai của anh, Beauty Behind the Madness (2015). Nó được phát hành vào ngày 27 tháng 5 năm 2015 như là đĩa đơn thứ hai trích từ album bởi XO và Republic Records. Được ra mắt lần đầu tiên sau khi The Weeknd trình diễn tại Liên hoan South by Southwest (SXSW) vào ngày 19 tháng 3 năm 2015 với tựa đề "Mood Music", bài hát được đồng viết lời bởi nam ca sĩ, Emmanuel Nickerson, Ahmad Balshe với Illangelo, cộng tác viên quen thuộc xuyên suốt sự nghiệp của anh, đồng thời cũng chịu trách nhiệm nó với Mano. "The Hills" là một bản alternative R&B kết hợp với những yếu tố từ trap mang nội dung đề cập đến một người đàn ông đang có mối quan hệ tình cảm bí mật với một người nổi tiếng, và anh bắt đầu nhận ra rằng mình đang nhận được nhiều sự chú ý như một ngôi sao thông qua hình tượng những ngọn đồi có mắt, nhằm ám chỉ việc mọi người đang theo dõi anh. Hai phiên bản phối lại khác nhau của bài hát, với sự tham gia góp giọng lần lượt của Eminem và Nicki Minaj, cũng được phát hành. 
Sau khi phát hành, "The Hills" nhận được những phản ứng tích cực từ các nhà phê bình âm nhạc, trong đó họ đánh giá cao sự trở lại với những giai điệu R&B của The Weeknd sau bản nhạc mang hơi hướng pop "Earned It", chất giọng nội lực của nam ca sĩ và quá trình sản xuất nó, đồng thời xuất hiện trong danh sách những tác phẩm xuất sắc nhất năm bởi nhiều ấn phẩm và tổ chức âm nhạc, như Rolling Stone, Billboard và Time. Ngoài ra, bài hát còn gặt hái nhiều giải thưởng và đề cử tại những lễ trao giải lớn, bao gồm chiến thắng tại giải thưởng âm nhạc Billboard năm 2016 cho Top Bài hát R&B. "The Hills" cũng tiếp nhận những thành công vượt trội về mặt thương mại, đứng đầu bảng xếp hạng ở Canada và lọt vào top 10 ở nhiều quốc gia khác, bao gồm vươn đến top 5 ở những thị trường lớn như Úc, Ireland, New Zealand và Vương quốc Anh. Tại Hoa Kỳ, nó đạt vị trí số một trên bảng xếp hạng Billboard Hot 100 trong sáu tuần liên tiếp, trở thành đĩa đơn quán quân thứ hai của anh tại đây. Tính đến nay, nó đã bán được hơn 13 triệu bản trên toàn cầu, trở thành một trong những đĩa đơn bán chạy nhất mọi thời đại. 
Video ca nhạc cho "The Hills" được đạo diễn bởi Grant Singer, trong đó bao gồm những cảnh The Weeknd tỉnh dậy sau một vụ tai nạn xe hơi rồi thoát ra ngoài và chảy máu từ chiếc xe bị lội ngược, trước khi tình cờ xuống đường và đi đến một căn biệt thự bỏ hoang. Một video ca nhạc khác cho bản phối lại hợp tác với Eminem cũng được phát hành, với những hình ảnh nam ca sĩ rời khỏi một căn cứ bí mật và hướng đến chiếc xe limo của anh, nhưng chiếc xe đã phát nổ dữ dội và thiêu rụi anh. Để quảng bá bài hát, nam ca sĩ đã trình diễn nó trên nhiều chương trình truyền hình và lễ trao giải lớn, bao gồm Saturday Night Live, The Voice, giải BET năm 2015, giải Video của MuchMusic năm 2015, giải thưởng Âm nhạc Mỹ năm 2015 và giải Brit năm 2016, cũng như trong nhiều chuyến lưu diễn của anh. Kể từ khi phát hành, "The Hills" đã được hát lại và sử dụng làm nhạc mẫu bởi nhiều nghệ sĩ khác nhau, như Lil Wayne, Dua Lipa, Camila Cabello, Slaves, Madilyn Bailey và The Key of Awesome, cũng như xuất hiện trong nhiều tác phẩm điện ảnh và truyền hình, bao gồm Life in Pieces, Pattaya và Skam.  

## Danh sách bài hát
- Tải kĩ thuật số

1. "The Hills" – 3:55

- Tải kĩ thuật số – phối lại[1]

1. "The Hills" (hợp tác với Eminem) – 4:23
2. "The Hills" (hợp tác với Nicki Minaj) – 4:02

- Tải kĩ thuật số – phối lại

1. "The Hills" (RL Grime phối lại) – 4:31
2. "The Hills" (Dimitri Vegas & Like Mike phối lại) — 5:55

## Xếp hạng
| Bảng xếp hạng (2015-16)                   | Vị trí cao nhất |
| ----------------------------------------- | --------------- |
| Úc (ARIA)                                 | 3               |
| Áo (Ö3 Austria Top 40)                    | 31              |
| Bỉ (Ultratop 50 Flanders)                 | 18              |
| Bỉ (Ultratop 50 Wallonia)                 | 18              |
| Canada (Canadian Hot 100)                 | 1               |
| Cộng hòa Séc (Rádio Top 100)              | 12              |
| Cộng hòa Séc (Singles Digitál Top 100)    | 12              |
| Đan Mạch (Tracklisten)                    | 11              |
| Pháp (SNEP)                               | 11              |
| Đức (Official German Charts)              | 10              |
| Hungary (Single Top 40)                   | 19              |
| Ireland (IRMA)                            | 4               |
| Ý (FIMI)                                  | 47              |
| Hà Lan (Single Top 100)                   | 29              |
| New Zealand (Recorded Music NZ)           | 2               |
| Na Uy (VG-lista)                          | 16              |
| Scotland (OCC)                            | 9               |
| Slovakia (Rádio Top 100)                  | 38              |
| Slovakia (Singles Digitál Top 100)        | 8               |
| Tây Ban Nha (PROMUSICAE)                  | 64              |
| Thụy Điển (Sverigetopplistan)             | 12              |
| Thụy Sĩ (Schweizer Hitparade)             | 23              |
| Anh Quốc (OCC)                            | 3               |
| Hoa Kỳ Billboard Hot 100                  | 1               |
| Hoa Kỳ Adult Pop Airplay (Billboard)      | 40              |
| Hoa Kỳ Dance Club Songs (Billboard)       | 41              |
| Hoa Kỳ Dance/Mix Show Airplay (Billboard) | 6               |
| Hoa Kỳ Hot R&B/Hip-Hop Songs (Billboard)  | 1               |
| Hoa Kỳ Pop Airplay (Billboard)            | 2               |
| Hoa Kỳ Rhythmic (Billboard)               | 1               |

| Bảng xếp hạng (2015)                 | Vị trí |
| ------------------------------------ | ------ |
| Australia (ARIA)                     | 20     |
| Australia Urban (ARIA)               | 8      |
| Canada (Canadian Hot 100)            | 18     |
| Denmark (Tracklisten)                | 38     |
| France (SNEP)                        | 90     |
| Germany (Official German Charts)     | 54     |
| Netherlands (Single Top 100)         | 96     |
| New Zealand (Recorded Music NZ)      | 18     |
| Sweden (Sverigetopplistan)           | 63     |
| UK Singles (Official Charts Company) | 25     |
| US Billboard Hot 100                 | 10     |
| US Hot R&B/Hip-Hop Songs (Billboard) | 4      |
| US Pop Songs (Billboard)             | 29     |
| US Rhythmic (Billboard)              | 5      |
| Bảng xếp hạng (2016)                 | Vị trí |
| Australia Urban (ARIA)               | 19     |
| Canada (Canadian Hot 100)            | 39     |
| France (SNEP)                        | 134    |
| Russia Airplay (Tophit)              | 42     |
| UK Singles (Official Charts Company) | 77     |
| US Billboard Hot 100                 | 32     |
| US Hot R&B/Hip-Hop Songs (Billboard) | 10     |
| Bảng xếp hạng (2017)                 | Vị trí |
| Australia Urban (ARIA)               | 47     |

| Bảng xếp hạng                        | Vị trí |
| ------------------------------------ | ------ |
| UK Singles (Official Charts Company) | 156    |
| US Billboard Hot 100                 | 135    |
| US Hot R&B/Hip-Hop Songs (Billboard) | 10     |

## Chứng nhận
| Quốc gia | Chứng nhận  | Số đơn vị/doanh số chứng nhận |
| --- | ----------- | ----------------------------- |
| Úc (ARIA) | 3× Bạch kim | 210.000‡                      |
| Bỉ (BEA) | Vàng        | 10.000‡                       |
| Canada (Music Canada) | 3× Bạch kim | 240.000*                      |
| Đan Mạch (IFPI Đan Mạch) | Bạch kim    | 60.000^                       |
| Pháp (SNEP) | —           | 23,200                        |
| Đức (BVMI) | Bạch kim    | 300.000‡                      |
| Ý (FIMI) | Bạch kim    | 50.000‡                       |
| México (AMPROFON) | 2× Bạch kim | 120.000‡                      |
| New Zealand (RMNZ) | 2× Bạch kim | 30.000*                       |
| Na Uy (IFPI) | Vàng        | 20.000‡                       |
| Ba Lan (ZPAV) | 3× Bạch kim | 60.000‡                       |
| Tây Ban Nha (PROMUSICAE) | Vàng        | 20.000‡                       |
| Thụy Điển (GLF) | 3× Bạch kim | 60.000‡                       |
| Anh Quốc (BPI) | 2× Bạch kim | 1.200.000‡                    |
| Hoa Kỳ (RIAA) | 9× Bạch kim | 9.000.000‡                    |
| * Chứng nhận dựa theo doanh số tiêu thụ. ^ Chứng nhận dựa theo doanh số nhập hàng. ‡ Chứng nhận dựa theo doanh số tiêu thụ và phát trực tuyến. |             |                               |